# Julius Cornet
Anton Josef Michael Julius Cornet (* 15. Juni 1793 in Innichen, Tirol; † 20. Oktober 1860 in Berlin) war ein österreichischer Opernsänger (Tenor) und Theaterdirektor.

## Leben
1802 kam Cornet als Sängerknabe in den Kirchenchor von Stift Wilten (Prämonstratenser). Nach dem Stimmbruch ging er gegen den Willen der Familie nach Wien, um dort Rechtswissenschaften zu studieren. Parallel zu seinem Studium nahm er auch Gesangsstunden bei Antonio Salieri und konnte mit dessen Unterstützung später auch in Italien erfolgreich debütieren.
Zurück in Österreich sang Cornet zuerst an der Grazer Oper. Von dort aus wechselte er zu Ernst August Friedrich Klingemanns Ensemble am Opernhaus am Hagenmarkt in Braunschweig und später engagiert ihn Friedrich Ludwig Schmidt zu sich nach Hamburg. 1832 kehrte Cornet nach Braunschweig zurück und übernahm bis 1836 die Leitung des dortigen Opernhauses.  Anschließend unternahm er eine Studienreise nach Paris, wo er Daniel-François-Esprit Auber kennenlernte und mit ihm dessen Oper Die Stumme von Portici einstudierte.
Zurück in Deutschland feierte Cornet große Erfolge in der Rolle des Masaniello (Die Stumme von Portici) und zusammen mit August Lewald übersetzte Cornet das Libretto. Mit Wirkung vom 1. April 1841 wurde Cornet für ein Jahr Vizedirektor des Stadttheaters von Hamburg und teilte sich dessen Leitung mit Julius Mühling. Anschließend leitete er das Theater am Kärntnertor in Wien. Danach berief man ihn zum artistischen Direktor des Victoria-Theaters in Berlin. Dieses Amt hatte er bis an sein Lebensende inne.
Julius Cornet war in erster Ehe mit einer Gräfin Wartensleben verheiratet. Am 21. Juni 1825 heiratete er in zweiter Ehe die Opernsängerin Franziska Kiel. Mit ihr hatte er die Töchter Fanny und Adele, die spätere Opernsängerin; deren Söhne Anton und Josef wurden wiederum bekannte Sänger.

## Rollen (Auswahl)
- Masaniello – La muette de Portici (Daniel-François-Esprit Auber)
- Daniel Robinson – Der Brauer von Preston (Adolphe Adam)
- George Brown – La dame blanche (François-Adrien Boieldieu)
- Maurer – Maurer und Schlosser (Daniel-François-Esprit Auber)
- Fra Diavolo – Fra Diavolo (Daniel-François-Esprit Auber)
- Belmonte – Die Entführung aus dem Serail (Wolfgang Amadeus Mozart)
- Zampa – Zampa ou la fiancée de marbre (Ferdinand Hérold)

## Werke (Auswahl)
als Autor
- Die Oper in Deutschland. Hamburg 1849

als Übersetzer
- Daniel-François-Esprit Auber: La muette de Portici
- Adolphe de Leuven: Le brasseur de Preston. Hamburg 1839